# Lárissa
Lárissa (em grego: Λάρισα; romaniz.: Lárisa) ou  Laryssa, Larissa é uma cidade da Grécia e capital da unidade regional homônima. É também capital da periferia da Tessália. É um dos principais centros de agricultura e um pólo nacional de transporte, interligado por estrada e ferrovia com o porto de Vólos e com Tessalônica e Atenas. A população da região metropolitana é cerca de 250 000, e agrega os municípios de Nikaia, Giannouli e outras comunidades menores. De acordo com evidências arqueológicas, a capital de Tessália, Larissa, se localiza acima de uma região já habitada desde 10 000 AEC.

## Geografia

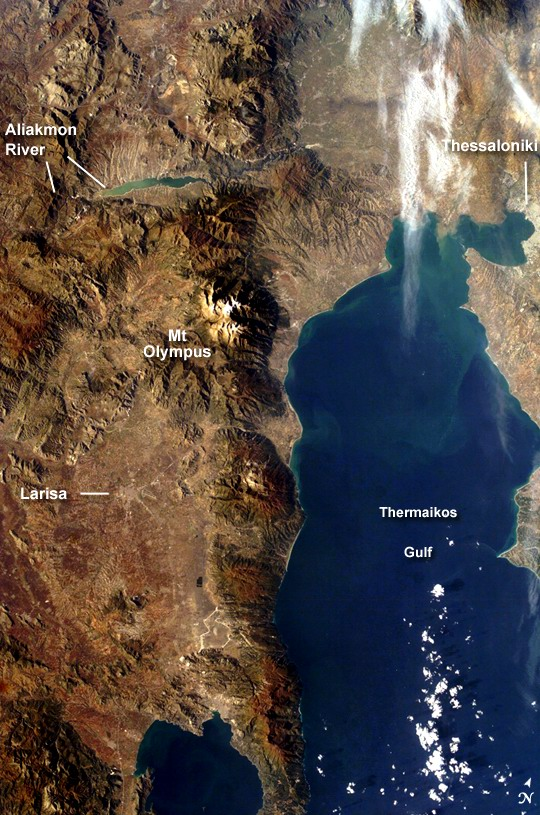
Larissa vista do espaço em novembro de 2004.

A cidade é um importante centro comercial e centro de comunicações e transportes, referencia na Grécia. A população atual de acordo com o censo de 2001, é 124 786 habitantes, tornando-se uma das maiores cidades gregas. A cidade ocupa uma área de 19 000 hectares aproximadamente.

## História
Lárissa é uma antiga cidade habitada há quase 4000 anos. Existem investigações arqueológicas que indicam que a região de Lárissa foi habitada durante o período Paleolítico[carece de fontes?]. O poder da cidade ficou concentrado muito tempo nas mãos de macedônios, região que chamaram de Alefades Tessália. Pouco tempo depois, os persas invadiram a Grécia, e estes lutaram contra os habitantes de Lárissa fortemente, em  guerras, juntamente com outros invasores estrangeiros. Durante a Guerra do Peloponeso lutaram ao lado de Atenas.
A cidade foi conquistada pelos macedónios sob Filipe II (344-196 a.C) e depois pelos romanos (197 a.C.). Mais tarde, a cidade dependeu do Império Bizantino e em todos os séculos seguintes, sofreu ataques repetidos. Depois, veio o poder dos turcos até 1881, quando foi libertada pelo exército grego, na independência grega. A cidade tinha o nome Yenisehir Feneri; Yenisehir Egialeti era o nome da região. Em 1941 a cidade sofreu danos consideráveis por causa da explosão de um avião italiano.